# 栄養補助食品指導士
栄養補助食品指導士（えいようほじょしょくひんしどうし）は、一般財団法人日本栄養補助食品科学検定協会が認定する民間資格である。

## 概要
サプリメントを安全で科学的根拠をもとに取り扱う能力が求められ、細胞栄養療法の考え方や、基礎的な医学、栄養補助食品による病気の予防と治療、栄養補助食品の正しい選び方と摂り方、健康食品関係法規、薬事法の基礎などの教育を受ける。健康的でかつ質の高い生活を送るためには、自らが積極的に健康な身体づくりに努めることが大切であるが、とりわけ栄養バランスのとれた食生活の継続が重要である。栄養補助食品指導士は、健康志向の高まりに伴って栄養補助食品市場が拡大しつつある中、消費者に栄養補助食品に関する正しい情報を提供し、消費者が適切な選択が行えるように導く役割を担うことを目的とする。

### 講座と資格
1級、2級ともに通信教育講座の受講により学ぶことができる。
資格認定試験に合格した者に認定民間資格が与えられる。

#### コース
- 栄養補助食品指導士2級（ニュートリションアドバイザー®）
栄養学の基本や栄養補助食品の基礎的な知識、身体や病気の仕組みを学ぶ。
- 栄養補助食品指導士1級（ニュートリションカウンセラー®）
栄養学の応用や栄養補助食品の具体的な活用法およびカウンセリング法を学ぶ。

#### 資格確認試験
- 試験日
通信教育講座の受講期間内に限り、第1から第3教程までの全ての学習を終えた者がいつでも受験できる。
- 資格認定
資格認定試験において一定の点数取得にて合格とし、民間資格認定書が発行される。